# 11 prairial
11 floréal 11 messidor
Le primidi 11 prairial, officiellement dénommé jour de la fraise, est le 251e jour de l'année du calendrier républicain.
C'était généralement le 30e jour du mois de mai dans le calendrier grégorien.